# Maritza Correia
Maritza Correia (n. 23 decembrie 1981, San Juan, Puerto Rico) este o înotătoare ce a reprezentat Statele Unite ale Americii, medaliată olimpică. A participat la o ediție a Jocurilor Olimpice (2004) în care a câștigat două medalii de argint.